# Fairholme Island
Fairholme Island är en ö i Kanada.   Den ligger i territoriet Nunavut, i den norra delen av landet, 3 600 km norr om huvudstaden Ottawa. Arean är 6,9 kvadratkilometer.
Terrängen på Fairholme Island är platt. Öns högsta punkt är 160 meter över havet. Den sträcker sig 5,9 kilometer i nord-sydlig riktning, och 2,3 kilometer i öst-västlig riktning.
Trakten runt Fairholme Island består i huvudsak av gräsmarker.